# West-Indische apen
De West-Indische apen (Xenotrichini) zijn een groep (tribus) van uitgestorven primaten uit de Grote Antillen die verwant zijn aan de springapen of titi's (Callicebus), waarmee ze de onderfamilie Callicebinae vormen. Er zijn vijf soorten bekend, uit Cuba, Jamaica en Hispaniola, die leefden van het Mioceen tot rond 1600. De taxonomische positie van de groep is onduidelijk: ze worden tot verschillende groepen binnen de apen van de Nieuwe Wereld gerekend, en hun verwantschap is pas kort duidelijk.
De vier geslachten zijn Xenothrix uit Jamaica, Paralouatta uit Cuba, en Antillothrix en Insulacebus uit Hispaniola. De meeste overblijfselen dateren van het Holoceen of Pleistoceen; alleen Paralouatta marianae dateert van het Mioceen, zo'n 17 miljoen jaar voor de andere soorten.
In 1888 vond Louis Montané een paar losse tanden in een grot genaamd Cueva de Boca del Purial in de Sierra del Escambray op Cuba. Op basis van de vondst werd door Florentino Ameghino in 1910 de naam van een nieuwe soort, Montaneia anthropomorpha, gepubliceerd, de eerste inheemse aap van de Caraïben. In 1916 suggereerde de paleontoloog Gerrit Smith Miller dat de tanden nauwelijks te onderscheiden waren van die van een bestaande soort, Ateles fusciceps, de bruinkopslingeraap, uit Midden- en Zuid-Amerika. De meeste paleontologen gingen er nadien van uit dat het een recente introductie van een aap betrof, mogelijk meegenomen door migranten van het continent. Die suggestie werd versterkt doordat de tanden waren gevonden bij een opgraving van menselijke resten. In 1996 werd met behulp van koolstofdatering bevestigd dat de tanden niet ouder waren dan 300 jaar. In 1983 opperden Oscar Arredondo en Luis Varona de stelling dat de tanden toch verschillen vertoonden die een status van aparte soort rechtvaardigden. Zij plaatsten die als Ateles anthropomorphus in het geslacht slingerapen. Ongeacht of de soort wordt geaccepteerd of niet, maakt deze geen deel uit van de Xenothrichini.
De West-Indische apen behoren tot de grote groep uitgestorven West-Indische zoogdieren, waar ook een aantal knaagdieren uit de Caviida (vooral hutia's, Capromyidae) en Oryzomyini en de solenodons en Nesophontidae bij horen.

## Taxonomie
De tribus omvat de volgende soorten:
- Geslachtengroep: Xenothrichini (West-Indische apen)
  - Geslacht: Antillothrix †
    -  Soort: Antillothrix bernensis † (Rímoli, 1977) (=Saimiri bernensis) (Kwartair van Hispaniola)

  - Geslacht: Insulacebus †
    -  Soort: Insulacebus toussaintiana † Cooke, Rosenberger & Turvey, 2011 (Kwartair van Hispanolia)

  - Geslacht: Paralouatta †
    - Soort: Paralouatta marianae † MacPhee & Iturralde-Vinent, 1995 (Mioceen van Cuba)
    - Soort: Paralouatta varonai † Rivero & Arredondo, 1991 (Kwartair van Cuba)

  -  geslacht: Xenothrix †
    -  Soort: Xenothrix mcgregori † Williams & Koopman, 1952 (Kwartair van Jamaica)